# Birdy
Jasmine Van den Bogaerde (ismertebb nevén Birdy) (Lymington, Hampshire, 1996. május 15. –) holland származású angol zeneszerző, énekesnő. A 2008-as Open Mic UK tehetségkutató verseny győzteseként lett ismert, amelyen saját dalával, a 'So Be Free'-vel lépett fel.

## Élete
1996. május 15-én született Lymingtonban, Angliában. Anyja zongoraművész, így Birdy már ötévesen zongorázott, hétévesen pedig már elkezdte saját dalait is írni. Egy kis állami iskolában, a Priestlandsban tanult vizuális művészetek szakon. Nagybátyja, Sir Dirk Bogarde színész volt. Birdy skót, angol és flamand gyökerekkel rendelkezik.
A 'Birdy' ("madárka") becenév kisbaba korában ragadt rá; szülei nevezték el így, mivel etetéskor mindig olyan szélesre nyitotta a száját, mint egy kismadár. A név azóta is rajta maradt, csak az osztálytársai hívják Jasmine-nak

### Open Mic UK
2008-ban, 12 éves korában, Birdy megnyerte az Egyesült Királyság Open Mic UK tehetségkutató versenyét. Ő lett a győztes a 18 év alatti kategóriában, és ő vitte el a fődíjat is, 10 000 versenyzőt utasítva így maga mögé. Saját dalával a So Be Free-vel nevezett be a versenyre. Ezután lemezszerződést ajánlottak neki, amit rögtön el is fogadott.

## Albumai

### Birdy (2011)
| 1.    | "1901"                              | Thomas Mars                                | 5:11 |
| 2.    | "Skinny Love"                       | Justin Vernon                              | 3:23 |
| 3.    | "People Help the People"            | Simon Aldred                               | 4:16 |
| 4.    | "White Winter Hymnal"               | Robin Pecknold                             | 2:17 |
| 5.    | "The District Sleeps Alone Tonight" | Ben Gibbard, Jimmy Tamborello              | 4:44 |
| 6.    | "I'll Never Forget You"             | Francis Farewell Starlite                  | 3:47 |
| 7.    | "Young Blood"                       | Thomas Powers, Alisa Xayalith, Aaron Short | 4:04 |
| 8.    | "Shelter"                           | Romy Madley Croft                          | 3:44 |
| 9.    | "Fire & Rain"                       | James Taylor                               | 3:07 |
| 10.   | "Without A Word"                    | Jasmine van den Bogaerde                   | 4:46 |
| 11.   | "Terrible Love"                     | Matt Berninger, Aaron Dessner              | 4:43 |
| 44:02 |                                     |                                            |      |

### Birdy (Deluxe Edition 2011)
| 12.   | "Comforting Sounds" (Bonus)            |              | 8:57 |
| 13.   | "Farewell and Goodnight" (Bonus)       |              | 2:02 |
| 14.   | "People Help the People" (Rak Session) | Simon Aldred | 4:17 |
| 59:18 |                                        |              |      |

### Fire Within (2013)
| 1.    | "Wings"                            | Jasmine Van den Bogaerde & Ryan Tedder                  | 4:14 |
| 2.    | "Heart of Gold"                    | Jasmine Van den Bogaerde                                | 3:34 |
| 3.    | "Light Me Up"                      | Jasmine Van den Bogaerde, Trey Starxx & Tom Hull        | 4:15 |
| 4.    | "Words As Weapons                  | Jasmine Van den Bogaerde & Tedder                       | 3:59 |
| 5.    | "All You Never Say"                | Jasmine Van den Bogaerde & Dan Wilson                   | 4:38 |
| 6.    | "Strange Birds"                    | Jasmine Van den Bogaerde, Sia Furler & Ariel Rechtshaid | 3:03 |
| 7.    | "Maybe"                            | Jasmine Van den Bogaerde & Wilson                       | 3:14 |
| 8.    | "No Angel"                         | Jasmine Van den Bogaerde & Ben Lovett                   | 4:08 |
| 9.    | "All About You"                    | Jasmine Van den Bogaerde & Wilson                       | 4:37 |
| 10.   | "Standing in the Way of the Light" | Jasmine Van den Bogaerde & Fraser T Smith               | 4:04 |
| 11.   | "Shine"                            | Jasmine Van den Bogaerde                                | 4:06 |
| 43:45 |                                    |                                                         |      |

### Fire Within (Deluxe Edition 2013)
| 12.   | "The Same" | Jasmine Van den Bogaerde & Greg Wells   | 3:29 |
| 13.   | "Dream"    | Jasmine Van den Bogaerde & Lovett       | 1:52 |
| 14.   | "Older"    | Jasmine Van den Bogaerde                | 3:57 |
| 15.   | "Home"     | Jasmine Van den Bogaerde & Jake Gosling | 3:36 |
| 56:39 |            |                                         |      |

## Érdekességek
- Birdy sokáig fogszabályzót viselt – gyakorta különféle színes gumikat is tetetett rá –,[6] melyet néhány klipjében fel is lehet fedezni, pl: People Help the People és a 1901 című klipben.